# Conyers Middleton
Conyers Middleton (Richmond, 27 dicembre 1683 – Hildersham, 28 luglio 1750) è stato uno storico inglese.
Nel 1717 divenne aspro contestatore del filosofo Richard Bentley e nel 1729 si recò in Italia, ove scrisse una Lettera da Roma.
Sostenne sempre che dopo la morte degli apostoli non fossero più avvenuti miracoli, andando spesso in contrasto con il deismo di Peter Annet e Matthew Tindal. Tra le sue opere si cita la Vita di Cicerone (1741) che verrà tradotta in italiano da Giuseppe Maria Secondo.